# Schantzska huset
Schantzska huset er en bygning på Stortorget 18 ved siden af Seyfridtzska huset i Gamla stan, Stockholm. Det blev opført i 1650, og det har fået navn efter bygherren, der var den kongelige sekretær Johan Eberbard Schantz. Bygningen blev renoveret i 1905.
Bygningen har en gavl af tysk-nederlandsk type, som kaldes nordisk renæssancestil. Gavlen er en så kaldet trappegavl, udsmykket med dekorative ankerjern og skulpturdetaljer. Kalkstensportalen er dekoreret af Johan Wendelstam med liggende romerske krigere, dateret til 1650. Indretninger er fra 1600- og 1700-tallet.
Over portalen findes en inskription på tysk fra Salmernes Bog 37:5, Befiehl dem Herrn deine Wege und hoffe auf ihn, er wirds wohl machen.
Der findes en myte om huset, som handler om antallet sten omkring vinduerne; de 94 sten skal minde om de 94 personer som blev halshugget ved Det Stockholmske Blodbad i 1520. Dette har dog ingen historisk evidens.